# Puchar Azerbejdżanu w piłce siatkowej mężczyzn (2024)
Puchar Azerbejdżanu w piłce siatkowej mężczyzn 2024 – rozgrywki o siatkarski Puchar Azerbejdżanu zorganizowane przez Azerbejdżański Związek Piłki Siatkowej (azer. Azərbaycan Voleybol Federasiyası, AVF) w ramach obchodów "Roku solidarności na rzecz zielonego świata" (azer. "Yaşıl dünya naminə həmrəylik ili"). Rozpoczęły się 26 października.
W turnieju uczestniczyło 6 zespołów. Rozgrywki składały się z fazy grupowej, półfinałów i finału. Finał odbył się 4 listopada w Centrum Siatkarskim Ministerstwa Młodzieży i Sportu (azer. Gənclər və İdman Nazirliyinin Voleybol Mərkəzi, GİN-nin Voleybol Mərkəzi) przy ul. Əliyara Əliyeva 108 w Baku.
Puchar Azerbejdżanu zdobył klub Xilasedici, który w finale pokonał Azerrail. Najlepszym zawodnikiem (MVP) turnieju wybrany został Kubańczyk Luis Enrique Reyes.

## System rozgrywek
Rozgrywki o Puchar Azerbejdżanu 2024 składały się z fazy grupowej, półfinałów i finału. W fazie grupowej, w drodze losowania, drużyny podzielone zostały na dwie grupy (A i B), w których rozegrały ze sobą po jednym meczu. Po dwa najlepsze zespoły z obu grup awansowały do półfinałów. Pary półfinałowe powstały według następującego klucza:
- para 1: A1 – B2,
- para 2: B1 – A2.

Zwycięzcy półfinałów rozegrali finał o Puchar Azerbejdżanu.

## Drużyny uczestniczące
W turnieju o Puchar Azerbejdżanu 2024 uczestniczyło 6 zespołów: Azerrail, Gənclər, MOİK, Murov Az Terminal, Neftçi oraz Xilasedici. Wszystkie drużyny grały również w najwyższej klasie rozgrywkowej mistrzostw Azerbejdżanu (Yüksək Liqa).
| Yüksək Liqa (6 drużyn)   |
| ------------------------ |
| Azerrail (Baku)          |
| Gənclər (Baku)           |
| MOİK (Baku)              |
| Murov Az Terminal (Baku) |
| Neftçi (Baku)            |
| FHN-Xilasedici (Baku)    |

## Rozgrywki
Godziny według czasu lokalnego (UTC+4).

### Faza grupowa

#### Grupa A
Tabela
| Lp. | Drużyna  | Pkt | Mecze | Mecze   | Mecze   | Sety | Sety | Sety  | Małe punkty | Małe punkty | Małe punkty |
| Lp. | Drużyna  | Pkt | M     | W (3:2) | P (2:3) | wyg. | prz. | ratio | zdob.       | str.        | ratio       |
| --- | -------- | --- | ----- | ------- | ------- | ---- | ---- | ----- | ----------- | ----------- | ----------- |
| 1   | Azerrail | 6   | 2     | 2 (0)   | 0 (0)   | 6    | 0    | MAX   | 150         | 101         | 1.485       |
| 2   | Neftçi   | 3   | 2     | 1 (0)   | 1 (0)   | 3    | 3    | 1.000 | 138         | 113         | 1.221       |
| 3   | Gənclər  | 0   | 2     | 0 (0)   | 2 (0)   | 0    | 6    | 0.000 | 76          | 150         | 0.507       |

Źródło: 
Punktacja: 3:0 i 3:1 – 3 pkt; 3:2 – 2 pkt; 2:3 – 1 pkt; 1:3 i 0:3 – 0 pkt
Zasady ustalania kolejności: 1. liczba punktów; 2. liczba zwycięstw; 3. stosunek setów; 4. stosunek małych punktów; 5. bilans w bezpośrednich meczach
Legenda:   awans do półfinału
Wyniki spotkań
| 26 października 202416:00 Źródło: | Gənclər | 0:3(16:25, 12:25, 10:25) | Neftçi | GİN-nin Voleybol Mərkəzi, Baku |
| 26 października 202416:00 Źródło: |         | 0:3(16:25, 12:25, 10:25) |        | GİN-nin Voleybol Mərkəzi, Baku |

| 29 października 202416:00 Źródło: | Gənclər | 0:3(13:25, 6:25, 19:25) | Azerrail | Sumqayıt OİK, Sumgait |
| 29 października 202416:00 Źródło: |         | 0:3(13:25, 6:25, 19:25) |          | Sumqayıt OİK, Sumgait |

| 31 października 202417:00 Źródło: | Azerrail | 3:0(25:20, 25:20, 25:23) | Neftçi | GİN-nin Voleybol Mərkəzi, Baku |
| 31 października 202417:00 Źródło: |          | 3:0(25:20, 25:20, 25:23) |        | GİN-nin Voleybol Mərkəzi, Baku |

#### Grupa B
Tabela
| Lp. | Drużyna           | Pkt | Mecze | Mecze   | Mecze   | Sety | Sety | Sety  | Małe punkty | Małe punkty | Małe punkty |
| Lp. | Drużyna           | Pkt | M     | W (3:2) | P (2:3) | wyg. | prz. | ratio | zdob.       | str.        | ratio       |
| --- | ----------------- | --- | ----- | ------- | ------- | ---- | ---- | ----- | ----------- | ----------- | ----------- |
| 1   | Xilasedici        | 6   | 2     | 2 (0)   | 0 (0)   | 6    | 0    | MAX   | 150         | 101         | 1.485       |
| 2   | Murov Az Terminal | 3   | 2     | 1 (0)   | 1 (0)   | 3    | 3    | 1.000 | 136         | 114         | 1.193       |
| 3   | MOİK              | 0   | 2     | 0 (0)   | 2 (0)   | 0    | 6    | 0.000 | 79          | 150         | 0.527       |

Źródło: 
Punktacja: 3:0 i 3:1 – 3 pkt; 3:2 – 2 pkt; 2:3 – 1 pkt; 1:3 i 0:3 – 0 pkt
Zasady ustalania kolejności: 1. liczba punktów; 2. liczba zwycięstw; 3. stosunek setów; 4. stosunek małych punktów; 5. bilans w bezpośrednich meczach
Legenda:   awans do półfinału
Wyniki spotkań
| 26 października 202416:00 Źródło: | Xilasedici | 3:0(25:17, 25:23, 25:21) | Murov Az Terminal | FHN-nin idman-sağlamlıq klubu, Baku |
| 26 października 202416:00 Źródło: |            | 3:0(25:17, 25:23, 25:21) |                   | FHN-nin idman-sağlamlıq klubu, Baku |

| 29 października 202418:00 Źródło: | Xilasedici | 3:0(25:21, 25:9, 25:10) | MOİK | GİN-nin Voleybol Mərkəzi, Baku |
| 29 października 202418:00 Źródło: |            | 3:0(25:21, 25:9, 25:10) |      | GİN-nin Voleybol Mərkəzi, Baku |

| 31 października 202419:00 Źródło: | MOİK | 0:3(13:25, 16:25, 10:25) | Murov Az Terminal | GİN-nin Voleybol Mərkəzi, Baku |
| 31 października 202419:00 Źródło: |      | 0:3(13:25, 16:25, 10:25) |                   | GİN-nin Voleybol Mərkəzi, Baku |

### Półfinały
| 2 listopada 202416:00 Źródło: | Azerrail | 3:2(22:25, 25:21, 25:19, 23:25, 15:13) | Murov Az Terminal | GİN-nin Voleybol Mərkəzi, Baku |
| 2 listopada 202416:00 Źródło: |          | 3:2(22:25, 25:21, 25:19, 23:25, 15:13) |                   | GİN-nin Voleybol Mərkəzi, Baku |

| 2 listopada 202418:00 Źródło: | Neftçi | 1:3(22:25, 25:22, 17:25, 23:25) | Xilasedici | GİN-nin Voleybol Mərkəzi, Baku |
| 2 listopada 202418:00 Źródło: |        | 1:3(22:25, 25:22, 17:25, 23:25) |            | GİN-nin Voleybol Mərkəzi, Baku |

### Finał
| 4 listopada 202416:00 Źródło: | Azerrail | 0:3(18:25, 21:25, 23:25) | Xilasedici | GİN-nin Voleybol Mərkəzi, Baku |
| 4 listopada 202416:00 Źródło: |          | 0:3(18:25, 21:25, 23:25) |            | GİN-nin Voleybol Mərkəzi, Baku |